# Петар Дука
Петар Дука от Кадар, (Осијек 1757. (или 1756) — Беч, 29. децембар 1822) био је генерал аустријске војске српског поријекла.

## Биографија
Потиче из Осијека, из српске трговачке породице. Као дете је био ради вишег школовања послат у Преславу (Бреславу) па Гетинген. Око 1770. вратио се у Беч, где је ступио у војну службу као кадет. У Бечу је завршио војно-инжињеријску академију, и као граничарски официр је служио у Војној крајини. Учествовао је у свим ратовима Аустрије од 1776. до 1813. године. Посебно се истакао у бици код Манхајма (њем. Mannheim) 1795. По окончању рата са Германима 1799. године постаје генерал мајор.
Постављен је за "фестунгс" команданта у Темишвару. Али он је 1800. године напустио тај положај, узео оружје и догурао је до фелдмаршал-лајтанта. Његово име је носио 39. пјешадијски пук од 1803. године. Године 1805. је постао главни војни заповједник генерал Баната. Залагао се за време Првог српског устанка да аустријска војска запоседне српске градове Београд и Оршаву. Послије 1815. добија заједно са синовцима наследницима, Стефаном и Петром, титулу мађарског племића са титулом барона. Припало му је село Кадар као племићки посед.
Дука је на крају војне каријере био фелдцајгмајстер (од 1803), тајни саветник, кавалир великог крста аустријског Леополд ордена, те највиших руских, француских и пруских ордена. Умро је као "дејствитељни" тајни саветник са 66 година, 1822. године у Бечу, где је до тада живео.
Одликован је низом високих одликовања: напуљским Орденом Светог Фердинанда и за заслуге, пруским Орденом црвеног орла, руским Орденом Светог Александра Невског, Орденом Свете Ане, Орденом Александра Невског, француским Орденом Светог Луја, баварским Војним орденом Максимилијана Јозефа, аустријским Орденом Леополда, Војним крстом и Орденом Марије Терезије.